# Cordia taguahuyensis
Cordia taguahuyensis är en strävbladig växtart som beskrevs av Vell.. Cordia taguahuyensis ingår i släktet Cordia, och familjen strävbladiga växter. Inga underarter finns listade i Catalogue of Life.